# Richard Oliver (clérigo)
Richard Oliver foi um padre anglicano, que serviu como arquidiácono de Surrey de 1686 até à sua morte em 1689.
Oliver nasceu na cidade de Londres e foi educado no St John's College, Oxford, graduando-se BA em 1673. Depois de uma curadoria em Midhurst, ele tornou-se Reitor de Chilbolton. Ele tornou-se cónego de Wells em 1684.